# ナフマン・アロンシャイン
ナフマン・アロンシャイン（1907年–1980年）は、ユダヤ系ポーランド系アメリカ人数学者。
主な研究、専門分野は解析学。数理論理学にも貢献した。

## 人生
1930年、ポーランドのワルシャワ大学で博士号を取得。
シュテファン・マズルキヴィッチが彼の論文指導を行った。
彼は1935年、パリ大学でも博士号を取得。このときはモーリス・ルネ・フレシェが論文指導を行った。
オクラホマ農工大学（現オクラホマ州立大学）に勤めた。
1951年に、同僚のダイアモンド・アインスリー（クエーカーで、新たに設定された忠誠の誓いに署名することを拒んだために解雇された） と共にカンザス大学に移籍し、1977年辞職。1964年から死去するまでサマーフィールドの著名な学者となった。

## 業績
彼はプロム・パニチャパックと共に、injective metric spaces(単射距離空間)の概念を
"hyperconvex metric spaces"(超凸距離空間)の名で提唱した。ケナン T.スミスと共に
アロンシャイン-スミスの定理を証明。
また、アロンシャイン木の存在性はアロンシャイン自身によって証明された。
アロンシャイン線はアロンシャイン木の要素を辞書式順に整列しなおしたものである。
彼はen:reproducing kernel Hilbert spaceの定理であるムーア-アロンシャインの定理にも名前が現れるように、この分野にも重要な貢献を果たしている。

## 参考
1. ↑  Magill, K. D., Jr. (1996), “An interview with John Isbell”, Topology Communications 1 (2).
2. ↑  Aronszajn, Nachman (1950). “Theory of Reproducing Kernels”. Transactions of the American Mathematical Society 68 (3):  337–404.